# جيوفاني بيرتيني
جيوفاني بيرتيني (بالإيطالية: Giovanni Bertini)‏ لاعب كرة قدم إيطالي في مركز الدفاع (ولد في روما يوم 7 يناير من العام 1951) واحترف في صفوف نادي روما ونادي فيورنتينا ولعب على سبيل الإعارة لنادي أريتسو الإيطالي.